# Cheiracanthium floresense
Cheiracanthium floresense là một loài nhện trong họ Miturgidae.
Loài này thuộc chi Cheiracanthium. Cheiracanthium floresense được Jörg Wunderlich miêu tả năm 2008.